# Tamim ibn al-Mu'izz
Tamīm ibn al-Muʿizz (in arabo ﺗﻤﻴﻢ ﺑﻦ ﺍﻟﻤﻌﺰ‎?; ... – 1108) è stato il quinto signore ziride in Ifriqiya (r. 1062–1108).
Tamīm prese il posto di suo padre al-Muʿizz b. Bādīs (1016–1062) in un periodo in cui la potenza degli Ziridi in Ifrīqiya stava disgregandosi a causa del devastante ingresso nei suoi domini dei Banu Hilal, scatenati dai Fatimidi.
Solo le città costiere riuscirono a rimanere relativamente immuni dai vandalismi operati dai beduini, mentre il resto della regione sfuggì al controllo del potere centrale. La stessa Tunisi cadde sotto il dominio dei Banu Hurasan (1063–1128), mentre la capitale di al-Mahdiyya fu aggredita da Genova e da Pisa nel 1087 e obbligata a pagare un'altra somma per liberarsi dai cristiani venuti dalla Penisola italica: segno della crescente potenza cristiana nel mar Mediterraneo, che preludeva alla conquista manu militari del Nordafrica da parte dei Normanni di Ruggero II di Sicilia nel 1135 e la sua creazione del Regno normanno d'Africa, che sopravvisse fino al 1160.
Due figli di Tamīm, Ayyūb e ʿAlī, si recarono in Sicilia con uno stuolo di guerrieri per contrastare la conquista dell'isola da parte normanna, mentre un altro suo figlio, Yaḥyā b. Tamīm, succedette al padre nel 1108.